# Artur Anders
Artur Anders (* 21. Januar 1896 in Breslau; † 13. Juli 1976 in Lengerich) war ein deutscher Politiker (SPD).

## Leben und Beruf
Nach dem Schulbesuch absolvierte Anders eine kaufmännische Ausbildung, arbeitete anschließend als Angestellter und nahm von 1914 bis 1918 als Soldat am Ersten Weltkrieg teil. Von 1920 bis 1933 war er Geschäftsführer des Zentralverbandes der Angestellten (ZdA) in Osnabrück, Düsseldorf und Essen.
Nach der Machtübernahme der Nationalsozialisten wurde Anders mehrfach in „Schutzhaft“ genommen. Sein einziger Sohn Karl (* 1922) starb 1944 als Soldat in Russland. Seit 1934 war Artur Anders als Angestellter und Geschäftsführer bei Angestellten-Krankenkassen beschäftigt. 
Von 1945 bis 1961 war Anders Stadtdirektor in Lengerich.

## Partei
Anders war seit 1919 Mitglied der SPD.

## Abgeordneter
Anders war von 1923 bis 1925 Ratsmitglied der Stadt Osnabrück. 1961 wurde er in den Kreistag des Kreises Tecklenburg gewählt. Dem Deutschen Bundestag gehörte er vom 17. April 1963, als er über die Landesliste der SPD Nordrhein-Westfalen für den ausgeschiedenen Abgeordneten Heinz Kühn nachrückte, bis 1965 an.